# Рябко Роман Володимирович
Рома́н Володи́мирович Рябко (нар. 24 березня 1988, м. Карлівка на Полтавщині — пом. 24 лютого 2022, м. Очаків Миколаївської області) — капітан 3 рангу Збройних сил України, загинув у ході російського вторгнення в Україну.

## Життєпис
Роман Рябко народився 1988 року в місті Карлівка на Полтавщині, але дитинство і юність провів у селі Яреськи Шишацького району Полтавської області, звідки родом його пращури. Навчався в місцевій школі, потім — у Шишацькій гімназії.
2005 року вступив до Севастопольського військово-морського ордена Червоної Зірки інституту імені П. С. Нахімова (з 2009 року реорганізований в академію). Після успішного навчання призначений командиром військової частини у Севастополі. 2011 року надано військове звання старший лейтенант. У лютому 2014 року вже капітан-лейтенант Роман Рябко, не зрадивши військовій присязі, вийшов з окупованого Криму. Служив в Одесі, спочатку старшим помічником командира на десантному кораблі «Юрій Олефіренко». З 2015 року — командиром судна морського суховантажного транспорту «Горлівка». 2016 року отримав військове звання капітан третього рангу. Роман Рябко був неодноразовим учасником Параду Військово-морських Сил та Збройних Сил України в Києві з нагоди Дня незалежності. 2021 року був призначений начальником штабу — першим заступником командира військової частини. З 2021 року обороняв Маріуполь.
Загинув у перший день повномасштабного російського вторгнення в Україну 24 лютого 2022 року внаслідок ворожого авіаудару по території Очаківського воєнного порту. Він перебував у штабі своєї частини, коли вороги зрівняли її з землею.
13 березня 2022 року, з благословення митрополита Полтавського і Миргородського Филипа, благочинний Диканьсько-Шишацького округу протоієрей Богдан Брянчик у співслужінні настоятеля Свято-Троїцького храму селища Диканьки протоієрея Євгенія Полтавця звершив чин відспівування військовослужбовця Романа Рябка у Михайлівському храмі с. Яреськи Шишацького району Полтавської області.

## Родина
Залишилися дружина та двоє дітей.

## Нагороди
- орден «За мужність» III ступеня (2022, посмертно) — за особисту мужність під час виконання бойових завдань, самовіддані дії, виявлені у захисті державного суверенітету та територіальної цілісності України, вірність військовій присязі.